# Christoph Ehinger
Christoph Ehinger, auch Christoph Ehinger-Burckhardt (* 30. September 1755 in Basel; † 25. April 1833 ebenda; heimatberechtigt ebenda), war ein Schweizer Bankier und Politiker. 1810 gründete er die Privatbank Ehinger & Cie. Er gehörte von 1806 bis 1817 als Mitglied dem Grossen Rat (Basel-Stadt) an.

## Leben
Ehinger wurde in eine alteingesessene Basler Familie (Daig) hineingeboren, die diverse Ratsherrn und Obersten stellte. Er war ein Sohn von Mathias Ehinger, Handels- und Ratsherr, und der Anna Maria Weiss. Er absolvierte das Gymnasium und eine kaufmännische Ausbildung in Basel. Danach war er mehrere Jahre als Kaufmann in den Niederlanden tätig. 1788 heiratete er Susanna Burckhardt, Tochter des Ratsherrn Christoph Burckhardt. Von 1806 bis 1817 war er Mitglied des Grossen und des Kleinen Rats von Basel und 1809 Tagsatzungsgesandter. 1810 gründete Ehinger das Privatbankhaus Ehinger & Cie., das bis heute in Familienbesitz geführt wird.